# Mac mini
Mac mini — бюджетний комп'ютер платформи Macintosh, розроблений компанією Apple Inc. Це реалізація концепції компанії по створенню компактного, безшумного комп'ютера. Постачається з процесорами Intel Core.
Має відносно малі для пристроїв даного рівня розміри: квадратна зі скругленими краями основа зі стороною 16,5 см та висоту 5,1 см (моделі до 2009 року включно). Маса — 1,32 кг.
Модель 2010 року має розміри 19,7x19,7x3,6 см. Маса 1,37 кг.

## Mac Mini Server
Також випускалася модель Mac Mini Server. 
З кінця 2014 року Mac Mini Server не випускається. Однак на сайті Mac App Store все ще можна купити OS X Server.